# Prinzessin Marianne

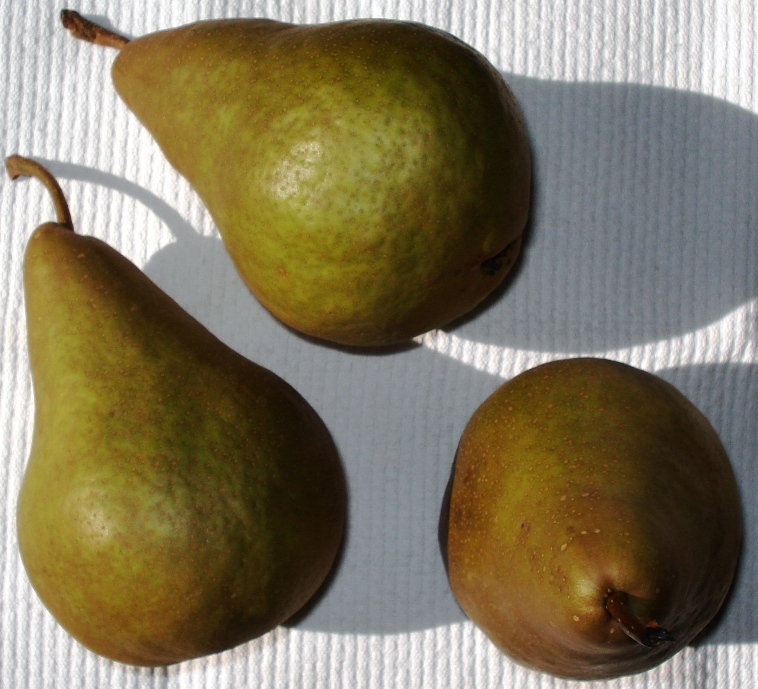
Birnen der Sorte ‘Prinzessin Marianne’

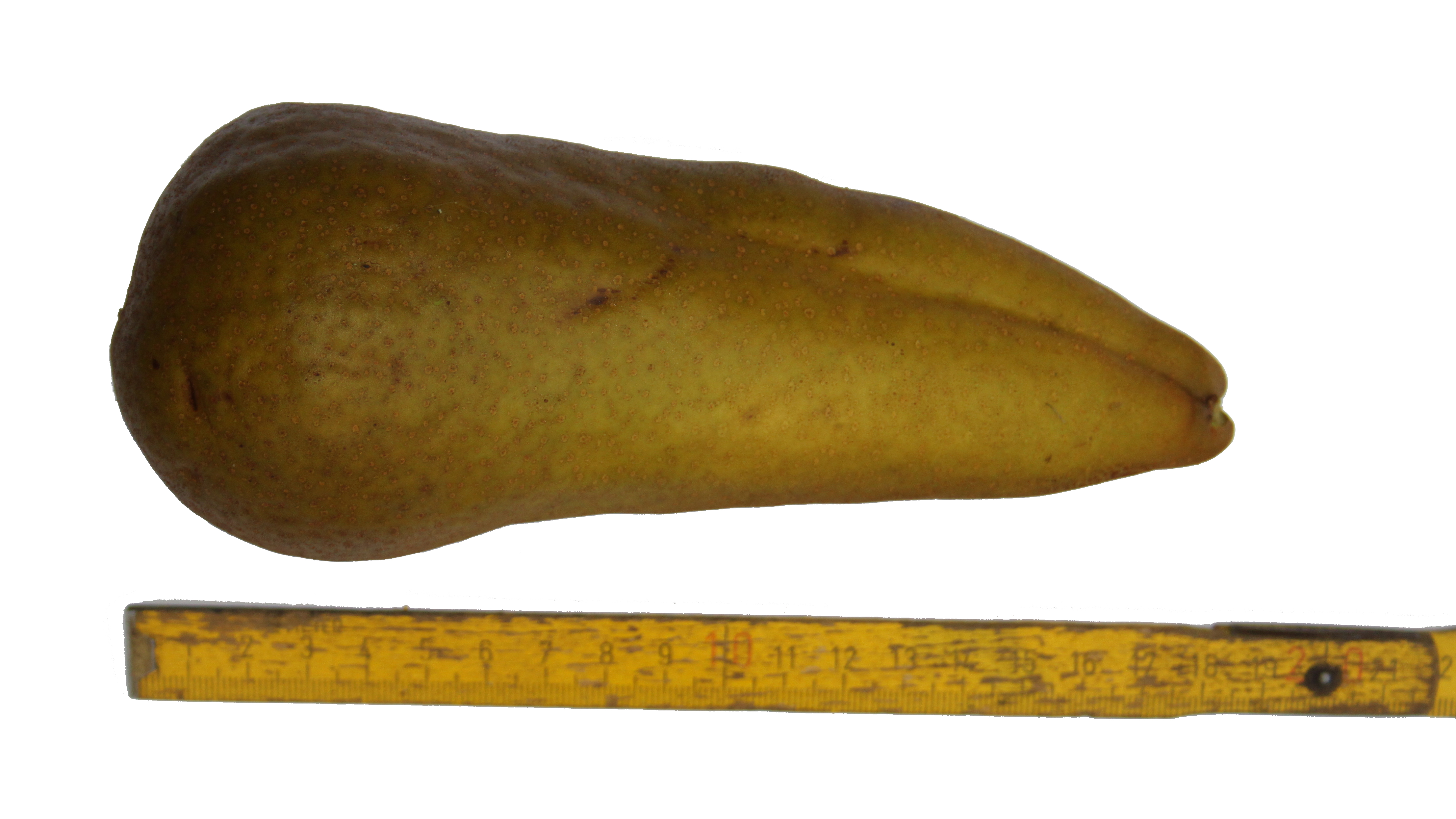
Besonders großes Exemplar mit Maßstab

Prinzessin Marianne (Synonyme, insbesondere in Norddeutschland: ‘Frühe Bosc’, ‘Calebasse Bosc’, auch ‘Kaiserkrone’ oder ‘Salisbury’) ist eine alte Birnensorte, die von van Mons um 1800 in Belgien gezüchtet wurde. Die Sorte wurde später von Adrian Diel, deutschem Arzt und Gründer der Pomologie, 1818 nach Marianne von Oranien-Nassau, der zweiten Tochter des niederländischen Königs Wilhelm I., benannt. Es war wahrscheinlich auf der Welle des Enthusiasmus nach dem Entstehen des unabhängigen Königreichs der Vereinigten Niederlande im Jahr 1815 unter der Herrschaft der Familien Oranien-Nassau.
Sie ist seit Anfang des 19. Jahrhunderts in Deutschland bekannt.

## Frucht
Die birnen- bis flaschenförmige Frucht ist in der Regel 65–85 mm mittelgroß und erreicht einen Durchmesser von etwa 60 mm. Die Schale hat eine grüngelbe Grundfarbe, die meistens jedoch vollständig gelbbraun berostet ist.
Das feine Fruchtfleisch ist gelblich, süßsauer und saftig mit einem Aroma, dessen Ausprägung standortbedingt schwanken kann.
Die Frucht wird als Tafelbirne oder zum Einkochen genutzt und wird Mitte bis Ende September pflückreif; sie ist – bei kurzer Lagerfähigkeit – im Anschluss daran genussreif.

## Baum

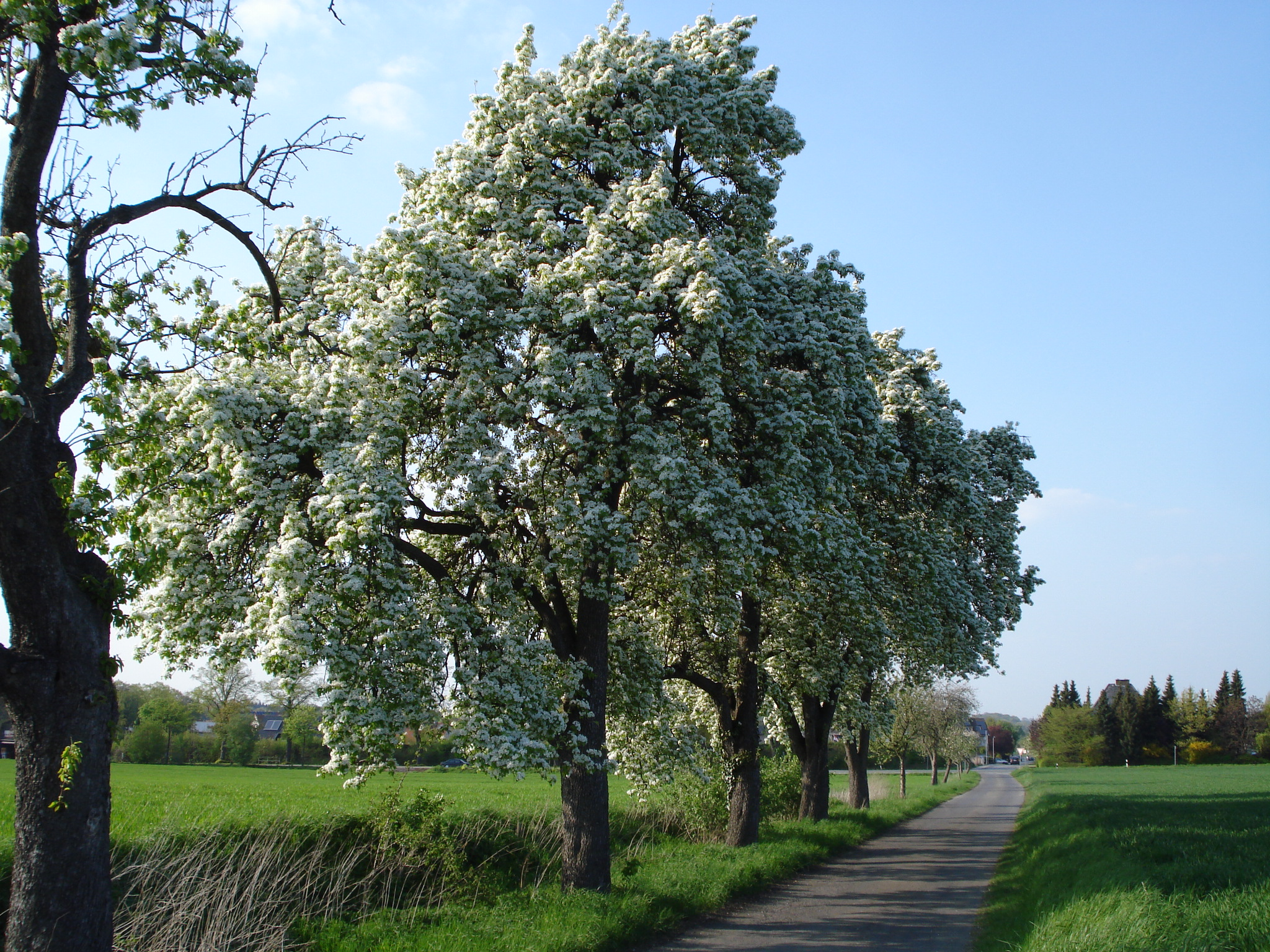
Vier blühende Bäume der Sorte Prinzessin Marianne

Der zu Beginn schnellwüchsige, später mittelstark wachsende, für alle Erziehungsformen geeignete Baum bildet ohne Pflege oder Erziehung eine pyramidale Krone, die später hängend ist.
Bezüglich des Standortes ist er wenig anspruchsvoll und kann auch in rauen Lagen gepflanzt werden.

## Sonstiges
Die Sorte wird leicht mit ‘Boscs Flaschenbirne’ verwechselt. Im Unterschied zu dieser befindet sich am Stielansatz oft ein ringförmiger Fleischwulst. Außerdem ist der Kelchbereich unregelmäßig fünfkantig. Das deutlichste Unterscheidungsmerkmal liegt jedoch in der Reifezeit. ‘Prinzessin Marianne’ reift etwa Mitte bis Ende September, ‘Boscs Flaschenbirne’ dagegen vier bis sechs Wochen später. Das Laub von ‘Prinzessin Marianne’ erscheint hellgrün, jenes von ‘Boscs Flaschenbirne’ ist dagegen dunkelgrün.